# Voitsberg
Voitsberg è un comune austriaco di 9 474 abitanti nel distretto di Voitsberg, in Stiria, del quale è capoluogo; ha lo status di città capoluogo di distretto (Bezirkshauptstadt). Il 1º gennaio 1952 ha inglobato il comune soppresso di Tregist e il 1º gennaio 1968 quelli di Arnstein, Kowald, Krems, Lobming, Lobmingberg e Thallein.

## Amministrazione

### Gemellaggi
- San Martino Buon Albergo